# Ulmeni (Călărași)
Pour les articles homonymes, voir Ulmeni.
Ulmeni est une commune roumaine située dans le județ de Călărași.